# 日本・メキシコ経済連携協定
日本・メキシコ経済連携協定（にほん・メキシコけいざいれんけいきょうてい、英語: Agreement Between Japan and the United Mexican States for the Strengthening of the Economic Partnership）とは、2004年に日本とメキシコの間で締結された経済連携協定である。
日本法においては国会承認を経た「条約」であり、日本政府による日本語の正式な題名・法令番号は「経済上の連携の強化に関する日本国とメキシコ合衆国との間の協定（平成17年条約第8号）」である。

## 署名・発効までの経緯
2001年6月5日の小泉首相とフォックス大統領との東京における日メキシコ首脳会談において、経済関係強化のための方策について、自由貿易協定の可能性も含め、包括的に議論するための産官学からなる両国間研究会の設置に合意した。
共同研究会は、2001年9月から2002年7月まで、計7回の会合を開催した。
2002年10月27日の小泉首相とフォックス大統領とのメキシコのロスカボスにおける日メキシコ首脳会談において、FTAの要素を含めた二国間の経済連携強化のための協定の締結交渉を立ち上げることを決定した。
2002年11月18日に東京において、日メキシコ経済連携強化のための協定第1回本交渉が開催され、メキシコとフィリピンとのEPA交渉が開始された。
2003年2月19日及び19日に東京において、日メキシコ経済連携強化のための協定第2回首席代表レベル会合が開催された。
2003年5月15日にメキシコシティにおいて、日メキシコ経済連携強化のための協定第3回首席代表レベル会合が開催された。この時の発表では、次回首席代表レベル会合は8月に東京で開催される予定とされている、この開催を含め、大筋合意までに開催された7回の首席代表レベル会合、14回の実務レベル会合については第1回から第3回までの首席代表レベル会合以外、開催についての詳細は日本外務省のHPに掲載されていない。
2004年3月12日、日メキシコ間の経済連携の強化のための協定の主要点について実質的諸合意に達したことを確認したとの共同プレス発表がされた。
2004年9月17日、小泉首相とフォックス大統領とが、メキシコシティにおいて、会談、自由貿易協定を核とする経済連携協定に署名した。日本のEPAとしてはシンガポールに続いて2カ国目。
日本における国内手続として、2004年10月12日に、協定の締結承認案件が閣議決定され、同日衆議院へ提出された。国内法の改正については、協定の締結承認案件と同じ閣議により決定された関税暫定措置法の一部を改正する法律案及び経済上の連携の強化に関する日本国とメキシコ合衆国との間の協定に基づく特定原産地証明書の発給等に関する法律案がそれぞれ同日に衆議院へ提出された。
衆議院において、協定の締結承認案件は、外務委員会に付託され、2004年11月2日に委員会で、同じ11月2日に衆議院本会議で可決され、参議院に送られた。賛成会派は、「自由民主党、民主党、公明党、社会民主党」、反対会派は「日本共産党」であった。
関税暫定措置法の一部を改正する法律案は、財務金融委員会に付託され、2004年11月5日に委員会で、11月9日に衆議院本会議で可決され、参議院に送られた。賛成会派は、「自由民主党、民主党、公明党、社会民主党」、反対会派は「日本共産党」であった。
経済上の連携の強化に関する日本国とメキシコ合衆国との間の協定に基づく特定原産地証明書の発給等に関する法律案は、経済産業委員会に付託され、2004年11月5日に委員会で、11月9日に衆議院本会議で可決され、参議院に送られた。賛成会派は、「自由民主党、民主党、公明党、日本共産党、社会民主党」で全会一致であった。
参議院において、協定の締結承認案件は、外交防衛委員会に付託され、協定は、2004年11月9日に委員会で、11月10日に参議院本会議で可決され、署名後2月で国会の承認がされた。賛成会派は、「自由民主党、民主党・新緑風会、公明党、社会民主党・市民連合」、反対会派は「日本共産党」であった。
関税暫定措置法の一部を改正する法律案は、財務金融委員会に付託され、2004年11月16日に委員会で、11月17日に参議院本会議で可決され、成立した。賛成会派は、「自由民主党、民主党・新緑風会、公明党、社会民主党・市民連合」、反対会派は「日本共産党」であった。
経済上の連携の強化に関する日本国とメキシコ合衆国との間の協定に基づく特定原産地証明書の発給等に関する法律案は、経済産業委員会に付託され、2004年11月16日に委員会で、11月17日に参議院本会議で可決され、成立した。賛成会派は、「自由民主党、民主党・新緑風会、公明党、日本共産党、社会民主党」であったが、民主党・新緑風会の円より子議員が反対したため全会一致にはならなかった。
発効は2005年4月1日。
当初の協定で継続協議とされた鶏肉、牛肉、オレンジの枠内税率について交渉の結果合意がされ、2006年9月20日に経済上の連携の強化に関する日本国とメキシコ合衆国との間の協定第五条3及び5の規定に基づく市場アクセスの条件の改善に関する日本国とメキシコ合衆国との間の議定書の署名がメキシコシティにおいて、行われた。
日本における国内手続として、2006年10月13日に、協定の締結承認案件が閣議決定され、同日衆議院へ提出された。国内法の改正については、外務省は条約の説明書において、「必要としない」としている。
衆議院において、協定の締結承認案件は、外務委員会に付託され、2006年11月10日に委員会で、11月14日に衆議院本会議で可決され、参議院に送られた。賛成会派は、「自由民主党、民主党、公明党、社会民主党・市民連合、国民新党」、反対会派は「日本共産党」であった。
参議院において、協定の締結承認案件は、外交防衛委員会に付託され、協定は、2006年12月5日に委員会で、12月6日に参議院本会議で可決され、署名後3月で国会の承認がされた。賛成会派は、「自由民主党、民主党・新緑風会、公明党、社会民主党・市民連合、国民新党」、反対会派は「日本共産党」であった。
2007年4月1日に経済上の連携の強化に関する日本国とメキシコ合衆国との間の協定第五条3及び5の規定に基づく市場アクセスの条件の改善に関する日本国とメキシコ合衆国との間の議定書が発効した。
2008年9月から市場アクセス条件を改善するため再協議等が行われた。
2011年2月21日、市場アクセスの改善及び認定輸出者制度の導入を内容とする日本・メキシコEPA再協議等の実質合意がされ、共同プレス発表がされた。
2011年9月22日、メキシコ・シティーにおいて、経済上の連携の強化に関する日本国とメキシコ合衆国との間の協定を改正する議定書の署名がメキシコシティにおいて、行われた。
日本における国内手続として、2011年11月1日に、協定の締結承認案件が閣議決定され、同日参議院へ提出された。国内法の改正については、外務省は条約の説明書において、「必要としない」としている。EPAのほとんどは衆議院先議で国会承認がされているが、日・メキシコEPA改正議定書は日・ペルー経済連携協定とともに、参議院先議であった。
参議院において、協定の締結承認案件は、外交防衛委員会に付託され、協定は、2011年11月29日に委員会で、11月30日に参議院本会議で可決され、衆議院に送られた。賛成会派は、「民主党・新緑風会;自由民主党・無所属の会;  公明党; みんなの党;たちあがれ日本・新党改革;社会民主党・護憲連合; 国民新党」、反対会派は「日本共産党」であった、。
衆議院において、協定の締結承認案件は、外務委員会に付託され、2011年12月9日に委員会で、12月9日に衆議院本会議で可決され、国会の承認がされた。賛成会派は、「民主、みんな、国民、日本」、反対会派は「日本共産党」であった。
2002年3月2日、メキシコ・シティーにおいて、日・メキシコ経済連携協定改正議定書の効力の発生に関する外交上の公文の交換が行われた。
2012年4月1日に日・メキシコ経済連携協定改正議定書が発効した。

## 概要
日本・メキシコのEPAに先行して締結された日本・シンガポールのEPAにおいて農産物は、国内の農業に配慮して、既に無税となっている品目（WTO無税譲許品目及び実行無税品目で関税割当制度の対象品目等を除くもの）に限って協定の対象とするとされ、実質的に除外されたが、日本・メキシコのEPAでは、一部ではあるが、日本側が豚肉やオレンジ果汁、牛肉、鶏肉、オレンジ生果を含む農産物について協定の対象として、市場開放に踏み切った点が注目される。この結果、豚肉やオレンジ果汁、牛肉、鶏肉、オレンジ生果について、低関税枠などが設定された。
日本は、自動車用などの鋼板の関税撤廃や、自動車の無税枠（7年目に完全自由化）などを獲得している。